# Eugène Aisberg
Eugène Aisberg (* 10. September 1905 in Odessa; † 4. Oktober 1980 in Paris) war ein russisch-französischer Wissenschaftsjournalist.

## Leben
Zu Themen der Elektronik und der Rundfunktechnik verfasste er zahlreiche populärwissenschaftlicher Werke. Auch gründete er mehrere französische Zeitschriften, so „Toute la radio“, „Electronique industrielle“, „Radio constructeur et dépanneur“ und „Electronique actualités“.
Aisberg lernte 1919 Esperanto. 1925 gründete er mit Pierre Corret die auf Esperanto erscheinende Zeitschrift „Internacia Radio-Revuo“, in der er unter anderem erstmals seine populärwissenschaftlichen Beiträge zur Funktechnik veröffentlichte. Übersetzungen in Buchform erschienen in zwanzig Sprachen, z. B. unter dem Titel „Jetzt hab' ich's verstanden. Was der Anfänger vom Radio wissen muss“ in über 20 Auflagen auch auf Deutsch. Unter anderem wegen dieses Werkes war Aisberg Ehrenmitglied des Esperanto-Weltbundes UEA.
Aisberg gehörte 1959 zu den Gründervätern der internationalen Journalisten- und Autorenvereinigung UIPRE Union International de la Presse Electronique.

## Werke
- Jetzt hab' ich's verstanden. Was der Anfänger vom Radio wissen muss. Franckh, Stuttgart 1931.
- Fernsehen? ... Nichts einfacher als das! Regelien, Berlin-Grunewald 1952.
- Farbfernsehen leicht verständlich. zus. mit Jean Pierre Doury, Verlag Technik, Berlin 1972.